# Cecropia schreberiana
Pour les articles homonymes, voir Bois trompette et Coulequin.
Espèce
Synonymes
Cecropia peltata auct. non L.
Classification APG III (2009)
Cecropia schreberiana est une espèce de plantes à fleurs de la famille des Cecropiaceae, ou des Urticaceae selon la classification phylogénétique. C'est un arbre. C'est une espèce voisine du coulequin (Cecropia peltata L.).
Il est connu sous les noms de bois trompette ou de bois canon aux Antilles françaises.
Synonymes :
- = Cecropia antillarum Snethl. 1923 Notizbl. Bot. Gart. Berlin-Dahlem 8: 364 [ 2018 - 603 ]
- = Cecropia sericea Snethl. 1923 Notizbl. Bot. Gart. Berlin-Dahlem 8: 364 [ 2021 - 603 ]
- = Cecropia urbaniana Snethl.

anciennement : Cecropia peltata  auct.

## Description
C'est un arbre constitué d'un fût droit peu ramifié, chaque branche terminée par une touffe de grandes feuilles. Il porte à la base des racines-échasses et peut atteindre 20 m de haut. Ses branches peu nombreuses sont creuses, ce qui motive son nom vernaculaire. L'écorce est blanchâtre, lisse ; blessée, elle exsude un latex blanc.
Les feuilles peltées, de 30-55 cm de diamètre, à 7-9 lobes palmaires sont portées par des pétioles de 20-40 cm, creux, blanc-tomenteux, laissant de larges cicatrices sur les branches. Leur face supérieure est vert foncé et scabre, l'inférieure est recouverte d'un épais tomentum blanc argenté. L'arbre est toujours vert : il renouvelle en permanence ses feuilles et donne de jeunes feuilles rougeâtres.
Cecropia schreberiana est un arbre dioïque. Les épis mâles sont cylindriques, de 3 à 6 cm de long et portent de nombreuses fleurs minuscules (1,6 mm). Les épis femelles par 4 à 6, portent à maturité, comme sur les doigts d'une main de nombreux petits akènes. La floraison a lieu de janvier à avril.

## Écologie
C'est un arbre très commun aux Antilles.
Il affectionne les zones dégradées de la forêt mésophile et hygrophile. En raison de sa croissance rapide et de son besoin de lumière, c'est une espèce pionnière des bords de routes forestières souvent en association avec Miconia mirabilis.
Cecropia schreberiana a été distingué de Cecropia peltata (Howard, 1988) et ce n'est que les publications récentes qui utilisent le nouveau nom. Alors que C. peltata croit au Mexique et en Amérique Centrale, on ne trouve le C. schreberiana qu'aux Antilles et dans le nord de l'Amérique du Sud.
Ce Cecropia est associé sur le continent, mais pas aux Antilles, avec des fourmis symbiotes.

## Composition chimique
Les feuilles contiennentdes cardénolides, des flavonoïdes, des leucoanthocyanines, des triterpènes, des tanins et des polyphénols. L'écorce est riche en stéroïdes et acide ursolique. Il a été décelé dans toute la plante la présence de d'ambaïne et de cécropine aux propriétés cardiotoniques et diurétiques.

## Utilisations
D'après Longuefosse, les Caraïbes soufflaient dans les branches creuses du C. schreberiana pour appeler le peuple à la prière ou au combat.
Le suc blanc exsudé par le tronc après incision était utilisé pour panser les blessures.
Actuellement, aux Antilles et en Guyane, l'écorce et le latex aux propriétés astringentes sont utilisés contre les diarrhées, les blennorragies, les dartres et les verrues.
Les vertus diurétiques des feuilles sont signalées dans toutes les Caraïbes.